# Ágora (Ciudad Abierta)
El Ágora (o Ágoras), dentro del contexto de la Ciudad Abierta, son construcciones arquitectónicas, que, de acuerdo con lo que define la Escuela, «dan lugar a la palabra». Se considera que ellas reinterpretan el concepto clásico de ágora, alejándose de una remebranza melancólica que pudiese alojarse en el mismo.
En un principio se proyectan tres Ágoras iniciales: el Ágora de los Huéspedes, localizada en la parte alta de los terrenos de la Ciudad Abierta, el Ágora del Fuego, en el campo dunar y el Ágora de Tronquoy, en la vega que se encuentra cercana al borde costero.